# Domingo Díaz Arosemena
Domingo Díaz Arosemena (Ciudad de Panamá, 25 de junio de 1875 - Ciudad de Panamá, 23 de agosto de 1949) fue un economista, político y beisbolista panameño.

## Carrera política

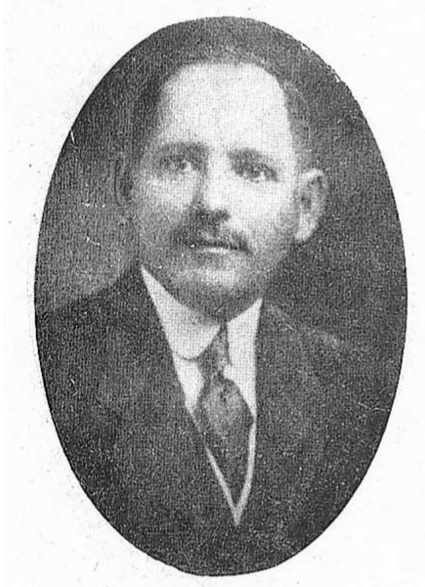
Domingo Díaz, cuando ejerció como primer designado del presidente Harmodio Arias en el periodo 1932-1936.

Ejerció como presidente de Panamá desde el 1 de octubre de 1948 hasta el 28 de julio de 1949, fecha en que renunció al cargo por razones de salud.
Entre 1910 y 1912 fue alcalde del distrito de Panamá, en 1932 fue presidente de la Asamblea Nacional. Fue elegido presidente de la república en 1948, para el período constitucional 1948-1952, pero por razones de salud abandonó el cargo al año siguiente. Falleció un mes después en 1949.

## Carrera como beisbolista
Fue lanzador del club de beisbol Panama Athletic Club, equipo que era uno de los más populares a inicios del siglo XX. Arosemena sería luego considerado una de la primera figuras históricas del béisbol en Panamá.
| Predecesor: Enrique Adolfo Jiménez Brin | Presidente de Panamá 1948–1949 | Sucesor: Daniel Chanis Pinzón |